# Pietro Grasso
Pietro Grasso (Licata, 1944. december 23. –) olasz jogász, politikus, 2013 és 2018 között a Szenátus elnöke, 2015-ben rövid ideig Olaszország ideiglenes elnöke.

## Élete
Pietro Grasso 1944-ben született a szicíliai Licata városában, gyermekkorát Palermóban töltötte. Középiskolai tanulmányait követően a Palermói Egyetem jogi karának hallgatója lett, ahol 1966-ban szerzett jogi diplomát. Ezután Barrafrancában kezdett bíróként dolgozni, majd 1972-ben Palermóban lett ügyész. 1980-ban a szicíliai régió elnökének, Piersanti Mattarellának (Sergio Mattarella bátyja) maffia általi meggyilkolásával kapcsolatos nyomozás vezetője lett. 1985-től az 1987-ig tartó Cosa Nostra-per társbírója volt, a 475 vádlottra összesen 19 életfogytiglani és több, mint 2600 év börtönbüntetést szabott ki ítéletében. A maxiprocess néven ismert pert követően az olasz maffiaellenes bizottság tanácsadója lett. 1991-ben az igazságügyi minisztérium bűnügyi igazgatóságának tanácsadója lett a később meggyilkolt Giovanni Falcone mellett, majd 1992-ben a minisztérium kabinetfőnök-helyettesévé nevezték ki, ezután pedig a Nemzeti Maffiaellenes Igazgatóság helyettes ügyésze lett. 1993-ban merényletet kíséreltek meg ellene a maffiaperekben betöltött szerepe miatt.
1999 és 2005 között Palermóban volt államügyész, majd 2005-től 2012-ig országos maffiaellenes főügyész volt. 2013-ban a Demokrata Párt színeiben, Lazio régió képviselőjeként az olasz Szenátus tagjává választották, majd hamarosan a Szenátus elnöke is lett, tisztségét 2018-ig töltötte be. 2015 elején Giorgio Napolitano lemondása után néhány hétre Olaszország ideiglenes elnöke lett, Sergio Mattarella hivatalba lépéséig. 2017-ben az új választási törvény elfogadása után kilépett a Demokrata Pártból, és hamarosan létrehozta a Szabad és Egyenlő nevű balközép pártszövetséget, melynek 2019-ig elnöke és a 2018-as választáson listavezetője is volt. 2018 és 2022 között Szicília képviselője volt a Szenátusban. 2022 után visszavonult a politikától.
Felesége 1970-től Maria Fedele, fiuk, Maurillino rendőrtiszt lett.

## Fordítás
Ez a szócikk részben vagy egészben  a   Pietro Grasso című olasz Wikipédia-szócikk ezen változatának fordításán alapul.  Az eredeti cikk szerkesztőit annak laptörténete sorolja fel. Ez a jelzés csupán a megfogalmazás eredetét és a szerzői jogokat jelzi, nem szolgál a cikkben szereplő információk forrásmegjelöléseként.
| Elődje: Giorgio Napolitano | Az Olasz Köztársaság elnöke (ideiglenes) 2015. január 15. – 2015. február 3. | Utódja: Sergio Mattarella |